# Magyar férfi jégkorong-válogatott
A magyar férfi jégkorong-válogatott Magyarország nemzeti csapata, amelyet a Magyar Jégkorong Szövetség irányít. A válogatott először 1928-ban szerepelt a téli olimpián, amelyet akkor a svájci St. Moritzban tartottak. A Szapporóban rendezett 2008-ban a divízió I-es vb megnyerésével kivívta a feljutást a jégkorong-világbajnokság főcsoportjába, azonban a bennmaradás nem sikerült a legjobb osztályban. 2015-ben a krakkói divízió I-es vb-n ismét kiharcolta a feljutást, így 2016-ban a jégkorong-világbajnokság főcsoportjában szerepelt, a bennmaradás azonban ekkor sem sikerült. A válogatott 2008-ban és 2015-ben a magyar sportújságírók szavazatai alapján az év csapata választáson második helyen végzett. 2022-ben, a szlovéniai Ljubljanában rendezett divízió I-es vb-n a második helyet szerezte meg a csapat, ezzel 15 éven belül harmadszor jutott fel az A-csoportba, a bennmaradás azonban ekkor sem sikerült.
A válogatott jelenleg 20. az IIHF válogatottak világranglistáján és a divízió 1/A csoportban szerepel. A válogatott 1964 óta nem jutott ki az olimpiára.

## Eredmények
Olimpia
| Év                           | Helyezés | Szövetségi kapitány | A magyar válogatott tagjai |
| ---------------------------- | -------- | ------------------- | --- |
| 1928, St. Moritz             | 11.      | Phil Taylor         | Barcza, Barna, Heinrich, Krempels, Krepuska, Lator, Minder, Ordódy, Révay, Weiner                                                                        |
| 1936, Garmisch-Partenkirchen | 7.       | Lator Géza          | Barcza, Csák, Farkas, Gergely, Gergely, Háray, Helmeczi, Jeney, Monostori, Magyar, Miklós, Róna, Szamosi                                                 |
| 1964, Innsbruck              | 16.      | Vladimir Kominek    | Babán, Bánkuti, Balogh-Beszteri, Bikár, Boróczy, Jakabházy, Kertész, Koutny, Lőrincz, Losonczi, Orosz, Raffa, Rozgonyi, Schwalm, Vedres, Ziegler, Zsitva |

Világbajnokság
| Év                             | Csoport/Divízió Helyezés | Szövetségi kapitány            | A magyar válogatott tagjai |
| ------------------------------ | ------------------------ | ------------------------------ | --- |
| 1930, Franciaország            | 6                        | Minder Frigyes                 | Barcza, Barna, Benyovits, Bikár, Blazejovsky, Heinrich, Jeney, Krempels, Krepuska, Lator, Minder, Rajnai, Weiner |
| 1931, Lengyelország            | 7                        | Minder Frigyes                 | |
| 1933, Csehszlovákia            | 7                        | Minder Frigyes                 | |
| 1934, Olaszország              | 6                        | John Dewar                     | |
| 1935, Svájc                    | 11                       | Lator Géza                     | |
| 1937, Nagy-Britannia           | 5                        | Lator Géza                     | |
| 1938, Csehszlovákia            | 7                        | Lator Géza                     | |
| 1939, Svájc                    | 7                        | Lator Géza                     | |
| 1959, Csehszlovákia            | 14                       | Czerva László                  | |
| 1963, Svédország               | C csoport 2.hely         | Vladimir Kominek               | |
| 1965, Finnország               | B csoport 4.hely         | Rajkai László                  | |
| 1966, Jugoszlávia              | B csoport 7.hely         | Rajkai László                  | |
| 1967, Ausztria                 | B csoport 8.hely         | Rajkai László                  | |
| 1969, Jugoszlávia              | C csoport 3.hely         | Rajkai László                  | |
| 1970, Románia                  | C csoport 3.hely         | Jakabházy László               | |
| 1971, Hollandia                | C csoport 3.hely         | Andrej Csaplinszkij            | |
| 1972, Románia                  | C csoport 3.hely         | Andrej Csaplinszkij            | |
| 1973, Hollandia                | C csoport 3.hely         | Boróczi Gábor Jakabházy László | |
| 1974, Franciaország            | C csoport 4.hely         | Boróczi Gábor Jakabházy László | |
| 1975, Bulgária                 | C csoport 4.hely         | Boróczi Gábor Jakabházy László | |
| 1976, Lengyelország            | C csoport 2.hely         | Boróczi Gábor                  | |
| 1977, Japán                    | B csoport 6.hely         | Boróczi Gábor                  | |
| 1978, Jugoszlávia              | B csoport 5.hely         | Boróczi Gábor                  | |
| 1979, Románia                  | B csoport 9.hely         | Rajkai László                  | |
| 1981, Kína                     | C csoport 3.hely         | Jakabházy László               | |
| 1982, Spanyolország            | C csoport 5.hely         | Boróczi Gábor                  | |
| 1983, Magyarország             | C csoport 3.hely         | Boróczi Gábor                  | |
| 1985, Svájc                    | B csoport 8.hely         | Boróczi Gábor                  | |
| 1986, Spanyolország            | C csoport 6.hely         | Boróczi Gábor                  | |
| 1987, Dánia                    | C csoport 5.hely         | Boróczi Gábor                  | |
| 1989, Ausztrália               | C csoport 4.hely         | Boróczi Gábor                  | |
| 1990, Magyarország             | C csoport 7.hely         | Szeles Dezső                   | |
| 1991, Dánia                    | C csoport 6.hely         | Szeles Dezső                   | |
| 1992, Egyesült Királyság       | C csoport 4.hely         | Szeles Dezső                   | |
| 1993, Szlovénia                | C csoport 5.hely         | Szeles Dezső                   | |
| 1994, Szlovákia                | C csoport 6.hely         | Szeles Dezső                   | |
| 1995, Bulgária                 | C csoport 6.hely         | Kercsó Árpád                   | |
| 1996, Szlovénia                | C csoport 4.hely         | Palla Antal                    | |
| 1997, Észtország               | C csoport 6.hely         | Palla Antal                    | |
| 1998, Magyarország             | C csoport 1.hely         | Kercsó Árpád                   | |
| 1999, Dánia                    | B csoport 8.hely         | Palla Antal                    | |
| 2000, Kína                     | Divízió I A, 4. hely     | Kercsó Árpád                   | |
| 2001, Franciaország            | Divízió I B, 2. hely     | Ján Jaško                      | |
| 2002, Magyarország             | Divízió I B, 3. hely     | Ján Jaško                      | |
| 2003, Magyarország             | Divízió I A, 4. hely     | Ján Jaško                      | |
| 2004, Norvégia                 | Divízió I A, 4. hely     | Dušan Kapusta                  | |
| 2005, Magyarország             | Divízió I A, 3. hely     | Pat Cortina                    | |
| 2006, Franciaország            | Divízió I A, 4. hely     | Pat Cortina                    | |
| 2007, Szlovénia                | Divízió I B, 2. hely     | Pat Cortina                    | |
| 2008, Japán                    | Divízió I A, 1. hely     | Pat Cortina                    | Hetényi, Szuper, Ennaffati, Horváth, Kangyal, Sille, Svasznek, Szélig, Tokaji, Benk, Fekete, Gröschl, Holéczy, Kovács, Ladányi, Majoross, Ocskay, Palkovics, Peterdi, Vas J., Vas M., Vaszjunyin                          |
| 2009, Svájc                    | 16. hely                 | Pat Cortina                    | Budai, Hetényi, Szuper, Ennaffati, Horváth, Kangyal, Ondrejcik, Sille, Svasznek, Szélig, Tokaji, Benk, Fekete, Holéczy, Jánosi, Kóger, Kovács, Ladányi, Majoross, Nagy G., Palkovics, Peterdi, Vas J., Vas M., Vaszjunyin |
| 2010, Szlovénia                | Divízió I B, 2. hely     | Ted Sator                      | Rajna, Kovács, Svasznek, Horváth, Szélig, Tokaji, Ennaffati, Hegyi, Vas M., Ladányi, Kóger, Nagy G., Sofron, Vas J., Holéczy, Fekete, Palkovics, Magosi, Szirányi, Sille, Peterdi, Hetényi                                |
| 2011, Magyarország             | Divízió I A, 2. hely     | Ted Sator                      | Kovács, Horváth, Szélig, Tokaji, Orbán, Hegyi, Benk, Vas M., Ladányi, Pozsgai, Galanisz, Kóger, Sikorcin, Sofron, Vas J., Holéczy, Palkovics, Magosi, Sille, Bartalis, Hetényi, Szuper                                    |
| 2012, Szlovénia                | Divízió I A, 3. hely     | Kevin Primeau                  | Budai, Kovács, Hetényi, Horváth, Szélig, Tokaji, Hegyi, Benk, Vas M., Ladányi, Láda, Pozsgai, Galanisz, Sikorcin, Sofron, Vas J., Hári, Mihály, Magosi, Sille, Bartalis, Bálizs                                           |
| 2013, Magyarország             | Divízió I A, 3. hely     | Rich Chernomaz                 | Rajna, Kovács, Gőz, Horváth, Szélig, Tokaji, Benk, Vas M., Ladányi, Nagy K., Pozsgai, Nagy G., Sikorcin, Sofron, Vas J., Hári, Mihály, Magosi, Szirányi, Sille, Bartalis, Szuper                                          |
| 2014, Dél-Korea                | Divízió I A, 5. hely     | Rich Chernomaz                 | Kovács, Sebők, Varga, Tokaji, Orbán, Benk, Vas M., Nagy K., Pozsgai, Gröschl, Kóger, Azari, Sofron, Vas J., Hári, Mihály, Magosi, Szirányi, Bartalis, Hetényi, Ševela, Hüffner                                            |
| 2015, Lengyelország            | Divízió I A, 2. hely     | Rich Chernomaz                 | Bálizs, Kovács, Gőz, Sebők, Erdély, Orbán, Banham, Benk, Vas M., Metcalfe, Nagy K., Pozsgai, Sarauer, Kóger, Kiss, Sofron, Vas J., Hári, Vincze, Magosi, Szirányi, Rajna                                                  |
| 2016, Oroszország              | 15. hely                 | Rich Chernomaz                 | Kovács, Stipsicz, Szirányi, Benk, Nagy G., Nagy K., Kóger, Sofron, Vas J., Galló, Magosi, Wehrs, Bartalis, Hetényi, Vay, Rajna, Erdély, Banham, Sebők, Vas M., Dudás, Sarauer, Mestyán, Sagert, Garát                     |
| 2017, Ukrajna                  | Divízió I A, 5. hely     | Rich Chernomaz                 | Bálizs, Galló, Gőz, Sagert, Varga, Szirányi, Garát, Terbócs, Benk, Nagy K., Sarauer, Kóger, Stipsicz, Csányi, Vas J., Hári, Dansereau, Magosi, Erdély, Wehrs, Bartalis, Arany, Rajna                                      |
| 2018, Magyarország             | Divízió I A, 4. hely     | Jarmo Tolvanen                 | Duschek, Rajna, Vay, Garát, Gőz, Pozsgai, Stipsicz, Szirányi, Varga, Wehrs, Benk, Bodó, Erdély, Galló, Hári, Kóger, Magosi, Nagy G., Nagy K., Sarauer, Sofron, Vas J., Sebők                                              |
| 2019, Kazahsztán               | Divízió I A, 5. hely     | Majoross Gergely               | Bálizs, Vay, Macaulay, Pozsgai, Stipsicz, Szabó, Szirányi, Varga, Wehrs, Bartalis, Benk, Bodó, Erdély, Galló, Hári, Magosi, Nagy G., Nagy K., Sarauer, Sofron, Terbócs, Vas J.                                            |
| 2022, Szlovénia                | Divízió I A, 2. hely     | Sean Simpson                   | Hetényi, Rajna, Horváth M., Macaulay, Pozsgai, Szirányi, Garát, Sárpátki, Nagy G., Tóth, Sebők, Fejes, Kóger, Kiss, Kulmala, Sofron, Vas J., Hári, Terbócs, Magosi, Erdély, Papp                                          |
| 2023, Lettország és Finnország | 15. hely                 | Kevin Constantine              | Bálizs, Pozsgai, Szirányi, Csányi, Szabó, Nagy G., Stipsicz, Nagy K., Sebők, Kóger, Kiss, Sofron, Hadobás, Németh, Galló, Papp, Bartalis, Horváth D., Arany, Horváth M., Terbócs, Erdély, Fejes, Hári, Garát, Vincze      |
| 2024, Olaszország              | Divízió I A, 1. hely     | Don MacAdam                    | Bálizs, Varga, Ortenszky, Garát, Szabó, Németh, Nemes, Stipsicz, Sebők, Fejes, Hári, Kiss, Sárpátki, Sofron, Papp, Galló, Hadobás, Terbócs, Mihály, Erdély, Nilsson, Horváth                                              |
| 2025, Svédország és Dánia      | 14.hely                  | Majoross Gergely               | Bálizs, Szathmáry, Szongoth, Mihalik, Szabó, Horváth, Nagy K., Papp, Galló, Hadobás, Németh K., Tornyai, Horváth, Terbócs, Horváth, Erdély, Ortenszky, Vincze, Hári, Ambrus, Mihály                                       |

Európa-bajnokság
| Év                 | Helyezés | Szövetségi kapitány | A magyar válogatott tagjai                                                           |
| ------------------ | -------- | ------------------- | ------------------------------------------------------------------------------------ |
| 1927, Ausztria     | 6.       | Minder Frigyes      | Farkas, Ordódy, Barna, Bethlen, Krempels, Lator, Minder, Oláh, Révay, Weiner         |
| 1929, Magyarország | 6.       | Minder Frigyes      | Heinrich, Benyovits, Barna, Farkas, Krempels, Lator, Krepuska, Minder, Révay, Weiner |

## Jelenlegi keret
A 2025-ös IIHF jégkorong-világbajnokságon szerepelt keret.
| Szám. | Poz. | Név             | Magasság | Testsúly | Születésnap                      | Klub                           |
| ----- | ---- | --------------- | -------- | -------- | -------------------------------- | ------------------------------ |
| 1     | G    | Bálizs Bence    | 1.93 m   | 95 kg    | 1990. május 30. (34 évesen)      | Sparta Sarpsborg               |
| 4     | D    | Szathmáry Simon | 1.78 m   | 81 kg    | 1995. október 4. (29 évesen)     | DVTK Jegesmedvék               |
| 5     | F    | Szongoth Domán  | 1.86 m   | 90 kg    | 2008. június 8. (16 évesen)      | KooKoo                         |
| 7     | F    | Mihalik András  | 1.84 m   | 91 kg    | 2003. május 4. (22 évesen)       | Debreceni EAC                  |
| 8     | D    | Szabó Bence     | 1.84 m   | 89 kg    | 1998. február 2. (27 évesen)     | Budapest Jégkorong Akadémia HC |
| 10    | F    | Laskawy Ferenc  | 1.90 m   | 85 kg    | 2006. február 17. (19 évesen)    | Újpesti TE                     |
| 11    | F    | Horváth Bence   | 1.83 m   | 86 kg    | 2004. február 22. (21 évesen)    | Mikkelin Jukurit               |
| 13    | F    | Nagy Krisztián  | 1.80 m   | 87 kg    | 1994. július 28. (30 évesen)     | BJA                            |
| 21    | F    | Papp Kristóf    | 1.79 m   | 80 kg    | 2001. június 27. (23 évesen)     | Iowa Heartlanders              |
| 22    | F    | Galló Vilmos    | 1.82 m   | 92 kg    | 1996. július 31. (28 évesen)     | KooKoo                         |
| 23    | D    | Hadobás Zétény  | 1.88 m   | 87 kg    | 2003. március 2. (22 évesen)     | Iowa Heartlanders              |
| 24    | F    | Németh Kristóf  | 1.84 m   | 79 kg    | 2002. május 13. (22 évesen)      | Fehérvár AV19                  |
| 25    | D    | Tornyai Gábor   | 1.83 m   | 82 kg    | 1998. október 6. (26 évesen)     | Újpesti TE                     |
| 27    | D    | Henrik Nilsson  | 1.90 m   | 91 kg    | 1991. május 5. (34 évesen)       | Kalmar HC                      |
| 30    | G    | Vay Ádám        | 1.96 m   | 107 kg   | 1994. március 22. (31 évesen)    | HK Poprad                      |
| 33    | D    | Horváth Milán   | 1.86 m   | 93 kg    | 2001. február 2. (24 évesen)     | Budapest Jégkorong Akadémia HC |
| 34    | F    | Terbócs István  | 1.83 m   | 92 kg    | 1996. június 28. (28 évesen)     | Fehérvár AV19                  |
| 35    | G    | Horváth Dominik | 1.88 m   | 93 kg    | 2001. január 8. (24 évesen)      | Fehérvár AV19                  |
| 36    | F    | Erdély Csanád   | 1.88 m   | 86 kg    | 1996. április 5. (29 évesen)     | Fehérvár AV19                  |
| 55    | D    | Ortenszky Tamás | 1.85 m   | 90 kg    | 2002. január 5. (23 évesen)      | EHC Winterthur                 |
| 61    | F    | Vincze Péter    | 1.80 m   | 85 kg    | 1995. február 16. (30 évesen)    | Gyergyói HK                    |
| 62    | F    | Hári János      | 1.75 m   | 77 kg    | 1992. május 3. (33 évesen)       | Fehérvár AV19                  |
| 70    | D    | Garát Zsombor   | 1.85 m   | 90 kg    | 1997. július 27. (27 évesen)     | Nottingham Panthers            |
| 87    | F    | Ambrus Gergő    | 1.85 m   | 85 kg    | 2001. december 6. (23 évesen)    | Fehérvár AV19                  |
| 93    | F    | Mihály Ákos     | 1.82 m   | 83 kg    | 1999. szeptember 25. (25 évesen) | Fehérvár AV19                  |

## Visszavonultatott mezszámok
- 19 Ocskay Gábor (1992–2009), visszavonultatva 2009. április 2-án

## Korábbi válogatott játékosok
A magyar férfi jégkorong-válogatott korábbi és jelenlegi játékosai:
(A rendelkezésre álló adatok alapján; a lista hiányos lehet! Frissítve: 2013. február 19.)